# محوطه خرخره یولی چیخان
محوطه خرخره یولی چیخان مربوط به دوران‌های تاریخی پس از اسلام است و در شهرستان بوئین‌زهرا، بخش آوج، روستای آدار واقع شده و این اثر در تاریخ ۲۵ اسفند ۱۳۸۰ با شمارهٔ ثبت ۵۰۰۶ به‌عنوان یکی از آثار ملی ایران به ثبت رسیده است.